# NK Velebit Žabica
NK Velebit je nogometni klub iz Žabice, grad Gospić, Ličko-senjska županija.  
Trenutačno se natječe u ŽNL Ličko-senjskoj.

## O klubu
Nogometni klub „Velebit“ osnovan je 1947. godine voljom i entuzijazmom mještana malog sela Žabica pokraj Gospića. Budući da je selo Žabica izuzetno hrvatski nastrojeno i u minulom 2. Svjetskom ratu svi vojno sposobni mještani bili su u hrvatskoj vojsci – domobranima, tadašnje aktualne vlasti uz mnogo otpora ipak su dozvolile osnivanje kluba. U prvih deset godina postojanja Kluba u istom su igrali isključivo mještani sela Žabica. Klub se natjecao u tadašnjoj Ligi zajednice općina grada Gospića a već šezdesetih godina natjecao se u tadašnjoj zoni Karlovac – Sisak – Gospić gdje je bio veoma uspješan. Političkim igrama Klub je vraćen u najniži rang natjecanja sve do osamdesetih godina kad je ponovno zaigrao u višem rangu. 
Znakovito je da je jedno vrijeme u prvoj postavi Kluba igralo jedanaest igrača s prezimenom Zdunić a svi su međusobno rodbinski vezani. Kroz povijest Kluba prošlo je nekoliko stotina igrača a Klub je uvijek zadržavao hrvatsku nit. 
U samom selu postoji Mjesni dom popularno zvan Čitaona u kojem su igrači i vodstvo Kluba redovito održavali sastanke kao i zabave posvećene Klubu, što čine i dan danas. S NK „Velebitom“ mnogi klubovi iz drugih središta su odigrali brojne susrete a posebno je u sjećanju dolazak Nogometnog kluba „Dinamo“ 1984. i 1987. godine na čelu s legendarnim trenerom Miroslavom Ćirom Blaževićem. 
Kroz svoju povijest do Domovinskog rata Klub je ostvarivao vrhunske rezultate te je dosta puta bio prvak u Ligi u kojoj se natjecao, kao i osvajač Kupa. Početkom Domovinskog rata kompletno vodstvo i igrači Kluba dragovoljno se uključuju u obranu domovine kroz redove Zbora narodne garde, policije i specijalne policije. Tijekom rata pet igrača NK „Velebit“ položilo je živote na oltar domovine a više od dvadeset ih je ranjeno što lakše što teže. Već 1992. NK „Velebit“ ponovno se uključuje u natjecanje i trenira na svom stadionu ratu usprkos. Iste godine osvaja i Kup zajednice općina, prvi u samostalnoj Hrvatskoj. Od iste godine Klub u spomen na svoje poginule članove održava memorijalni turnir „Mladen Buneta“, nazvan po igraču, tajniku i treneru Kluba.
Od osnutka pa sve do danas Klub nikada nije mijenjao ime i ima svoju himnu.
Klub se trenutno natječe u prvoj županijskoj nogometnoj ligi i uvijek je u vrhu a u sezoni 2014/2015. ostvario je državni rekord bez primljenog zgoditka 1192 minute. 
U natjecateljskoj sezoni 2017/2018. Klub je osvojio prvenstvo ŽNL prvi put od osnutka Republike Hrvatske i finalist je Kupa ŽNL kao i prije dvije godine.  Zadnjih 6 godina Klub je organizator svih nogometnih natjecanja u gradu Gospiću: ljetna liga malog nogometa, zimska malonogometna liga, turnir „Oluja“ u Ličkom Osiku kao i 4 veteranske malonogometne lige. 
Važno je napomenuti da svi u Klubu od vodstva do igrača rade i igraju isključivo na volonterskoj osnovi, igrači sebi sami kupuju osnovnu opremu. Domaćinske utakmice odigravaju se na stadionu Trupinovac koji je u naselju Žabica.
Ne manje važno, a na što su svi igrači, članovi i navijači izuzetno ponosni, prošle godine je Klub proslavio 70 godina od osnutka uz gostovanje GNK „Dinamo“ iz Zagreba.